# Sinopé Technologies
 (août 2023).
 (juillet 2023).
Sinopé Technologies Inc. est une entreprise québécoise fondée en 2010 spécialisée dans la conception d’appareils intelligents et de systèmes de contrôle pour les secteurs résidentiel et multirésidentiel.
L’entreprise possède la marque Sinopé et conçoit des produits et plateformes pour d’autres entreprises canadiennes et américaines à titre de fabricant d’équipement d’origine (FEO).
Les produits de marque Sinopé sont disponibles en version Wi-Fi, Zigbee et Control4. Selon la gamme, ils peuvent être compatibles avec une variété de plateformes incluant Neviweb, Apple Home, Samsung SmartThings, Hubitat Elevation et Control4.
Plusieurs utilisateurs contrôlent leurs appareils de marque Sinopé sur d’autres plateformes telles que Home Assistant  et Hilo d’Hydro-Québec, maintenant celles-ci sont officiellement supportées par Sinopé Technologies.

## Histoire
Fondée le 4 mars 2010,, par François Houde, Sinopé Technologies a d’abord agi à titre de fabricant d’équipement d’origine (FEO). En effet, l’entreprise québécoise s’est initialement spécialisée dans la conception d’appareils électroniques et de systèmes de contrôle programmables et non-programmables pour d’autres entreprises qui étaient anciennement clientes d’Aube Technologies, laquelle a été rachetée par la multinationale Honeywell en 2004.
Sinopé Technologies a créé le premier thermostat connecté pour chauffage électrique à l’automne 2014,, alors que seuls des thermostats intelligents pour le contrôle de systèmes de chauffage ventilation climatisation (CVC), tels que ceux conçus par Ecobee et Nest, existaient en Amérique du Nord.
De 2014 à 2018, Sinopé Technologies conçoit d’autres produits pouvant être contrôlés à distance incluant des versions 4000 W et bipolaire de son thermostat connecté pour chauffage électrique, un interrupteur et un gradateur ainsi qu’un appareil pouvant contrôler des charges électriques allant jusqu’à 50 A. À l’époque, l’entreprise nomme cette gamme «Programmable Web» dans l’espoir de faciliter la compréhension du contrôle à distance et l’adoption des produits par le grand public. Ces produits supportent alors le protocole de communication Mi-Wi, un protocole propriétaire maillé.
En 2018, Sinopé Technologies lance Sedna, le premier système de protection contre les dégâts d’eau intelligent et autonome conçu au Canada comprenant une valve d’eau intelligente et une variété de détecteurs de fuites d’eau.
Le 25 avril 2019, l’entreprise québécoise annonce le lancement d’un écosystème contenant une variété de produits pour le contrôle du chauffage, de l’éclairage et des charges électriques sous le protocole de communication Zigbee dans le but de faciliter la communication avec d’autres applications et plateformes de contrôle et de permettre la compatibilité avec d’autres passerelles. L’entreprise annonce du même coup la disponibilité de l’application Neviweb pour le contrôle des objets connectés en plus de la version Web du même nom.
La même année, la gamme de produits Mi-Wi est discontinuée, bien qu’elle demeure pleinement supportée et qu’elle reçoive les mises à jour apportées au système.
En 2020, Sinopé Technologies ajoute une gamme de produits Wi-Fi à son offre existante, laquelle regroupe notamment des thermostats pour chauffage électrique, à basse tension et pour plancher chauffant.

## Propriété intellectuelle
Sinopé Technologies possède à son actif un brevet pour ses thermostats intelligents pour le contrôle du chauffage électrique dont les inventeurs sont François Houde, Sylvain Mayer et Samuel Marcoux-Houde.
L'invention concerne un dispositif et un procédé pour commander une alimentation électrique d'une source d'alimentation en courant alternatif à une charge. Un interrupteur est agencé en connexion électrique en série entre la source d'alimentation et la charge, l'interrupteur ayant un premier état dans lequel l'interrupteur connecte la charge à la source d'alimentation pour fournir un courant électrique de la source d'alimentation à la charge et un second état dans lequel l'interrupteur déconnecte la charge de la source d'alimentation. Un circuit d’alimentation parasitaire de puissance (power stealing) est agencé en connexion électrique parallèle au commutateur et adapté pour détourner le courant électrique de la source d'alimentation avec le commutateur dans le second état, le circuit de vol de puissance comprenant un dispositif à semi-conducteur linéaire adapté pour contrôler un taux de variation d'une première tension aux bornes du commutateur lorsque le commutateur est amené au premier état.

## Prix et distinctions
Sinopé Technologies a remporté de nombreux prix depuis sa création, incluant les suivants :
En 2021, Sinopé Technologies remporte le Grand Prix pour ses écosystèmes de gestion de l’énergie au concours Integrated Home Competition organisé par le  Air-Conditioning, Heating, and Refrigeration Institute (AHRI), le American Lighting Association (ALA), the Consortium for Energy Efficiency (CEE), et UL.
La même année, les Grands Prix du Design décernent l’Argent dans la catégorie design industriel et design de produit pour la valve intelligente Sedna.
En 2022, le thermostat Wi-Fi pour chauffage électrique Sinopé remporte le prix du Meilleur Thermostat de l’Année 2022 au IoT Breakthrough Awards.